# Ángel Dolla Lahoz
Ángel Dolla Lahoz (Barcelona, 23 de octubre de 1870 - Sevilla, 19 de febrero de 1937) fue un militar español. Siendo general de brigada, colaboró en el alzamiento militar que condujo a la Guerra civil española. El 7 de septiembre de 1936 fue nombrado comandante militar de Canarias, puesto del que cesó el 24 de enero de 1937. Murió en Sevilla apenas veinte días después.

## Biografía
Primeros Años. 
Nacido en Barcelona en una familia de militares, su padre Martín Dolla Badía fue teniente coronel de Infantería. Se incorporó como soldado voluntario al Regimiento de la Reina destinado en Cuba en marzo de 1889. Ese mismo año ingresó como alumno en la Academia General Militar y, en 1891,  en la Academia de Caballería, siendo promovido  a oficial con el número 2 de su promoción en 1893.
Cuba 
En junio de 1895, ascendió a primer teniente y se incorporó al escuadrón expedicionario de su Regimiento, con el que participó en la campaña de Cuba. Operó en las provincias de Santa Clara, Puerto Príncipe, La Habana y Pinar del Río. En 1896, pasó al Regimiento de Pizarro, donde se distinguió en los combates con el enemigo. En 1897, ascendió a capitán por méritos de guerra y ganó tres Cruces rojas del Mérito Militar. En septiembre de ese mismo año, pasó al Regimiento de Numancia, manteniéndose con sus tropas en una actividad constante contra los separatistas. En 1898, tras la conclusión de la guerra, retornó a la Península.
Regreso a España - Enseñanza militar 
Desde 1903, promovió el proyecto de creación de la Escuela Central de Tiro del Ejército, de la que fue profesor desde 1904. En los años sucesivos, publicó varias obras técnicas.
Comandante en 1911 y teniente coronel en 1918, permaneció siempre en la Escuela Central de Tiro como mayor y profesor de Táctica, y más tarde jefe de estudios y experiencias. En 1922, ascendió a coronel.
África 
En 1923, dejó la enseñanza militar y recibió el mando del Regimiento de Cazadores de Alcántara. Con este cuerpo, pasó a Melilla y participó de manera muy distinguida en las operaciones de la campaña de Marruecos, en la que ganó la Gran Cruz del Mérito Militar con distintivo rojo.
General de brigada por mérito de guerra en octubre de 1925, fue adjunto al Alto Comisario de España en África e inspector de diversas zonas en 1926. En 1927, fue nombrado comandante jefe de la Circunscripción del Rif, cargo que ocupó hasta 1930. Durante este periodo, ganó la Gran Cruz de la Orden de María Cristina y otra Gran Cruz del Mérito Militar roja. En 1930, fue nombrado general de la 6.ª Brigada de Caballería  y gobernador militar de Zaragoza. 
Sublevación de Jaca 
En 1930, mandó la columna que desbarató la sublevación de Jaca, liderada por los capitanes Galán y García Hernández. Por esta razón, durante la Segunda República, Dolla Lahoz fue represaliado y apartado de todo mando.
Condecoraciones 
Durante su carrera fue condecorado con:
-         la Gran Cruz de las Órdenes de San Hermenegildo (1929),
-         del Mérito Militar con distintivo rojo (1927), y
-         de María Cristina (1930);
-         tres Cruces rojas y
-         tres blancas de 1.ª clase del Mérito Militar,
-         una Cruz roja y
-         otra blanca de 2.ª clase del Mérito Militar,
-         una Cruz roja de 3.ª clase del Mérito Militar, y
-         la Croix de Guerre con palmas francesa.

## Guerra Civil
Destinado en las Islas Canarias, participó en el Encuentro de Las Raíces, celebrado el 17 de junio de 1936. Amigo personal del general Francisco Franco Bahamonde, participó activamente en la Guerra Civil Española desde un puesto relevante en el control provincial.
El 7 de septiembre de 1936 es nombrado comandante militar de Canarias, a pesar de llevar varios meses en la reserva. Era Jefe de Estado Mayor de la Comandancia General de Canarias el coronel Teódulo González Peral. Cesó el 24 de enero de 1937, siendo reemplazado por el general de brigada en la reserva Carlos Guerra Zagala.
Según diversos estudios históricos, durante su mandato como Comandante Militar de Canarias, entre septiembre de 1936 y abril de 1937, unas 891 personas fueron desaparecidas en Canarias por sus simpatías o pertenencia a distintos sectores que apoyaron al Frente Popular.